# Bart Aernouts (triatleet)
Bart Aernouts (Merksem, 5 juni 1984) is een Belgische triatleet die onder meer de Ironman van Nice, de Ironman van Lanzarote en de Ironman van Hamburg op zijn palmares heeft staan. In 2018 behaalde hij een tweede plaats op het WK Ironman in Hawaï. Eerder behaalde hij ook al een wereldtitel in het duatlon.

## Levensloop
Aernouts werd in 2010 wereldkampioen duatlon maar maakte in 2009 zijn overstap naar de triatlon. Daarin won hij meteen in Geel, Brugge en Knokke.
In 2010 boekte hij zijn eerste internationale overwinningen met de ETU Cup Alanya en de IronMan 70.3 Antwerpen, zijn eerste zege op halve afstand. In 2011 maakte hij de overstap naar het het Uplace Pro Triathlon Team van Club Brugge-voorzitter Bart Verhaeghe. Hij zou uiteindelijk acht jaar het boegbeeld zijn van dat Belgische topteam. In 2014 pakte hij zijn eerste grote Ironman-overwinning in Nice. In 2017 kwam daar de Ironman van Lanzarote, de zwaarste triatlon ter wereld, en de prestigieuze Challenge Roth bij. 
Ook 2018 werd een topjaar met een zege op de Ironman van Hamburg en vooral een tweede plaats op het WK Ironman van Hawaï. Hij deed dat in een toptijd van 7 uur, 56 minuten en 41 seconden. In de 40-jarige geschiedenis van de mythische Ironman van Hawaï ging slechts één man ooit sneller. Helaas voor onze toen 34-jarige landgenoot gebeurde dat vier minuten eerder door de Duitser Patrick Lange. Aernouts is samen met Lange de enige man ooit die onder de magische grens van de 8 uur dook op Hawaï. In 2019 brak Aernouts met het Uplace Pro Triathlon Team en koos hij voor een solo-project met privésponsors als Sportoase, Veldeman en Wcup. In 2019 pakte Aernouts in Barcelona zijn tiende zege in een Ironman 70.3.

## Palmares
2019
- Ironman 70.3 Barcelona
- Ironman 70.3 St. George
- 6e WK Ironman 70.3 Nice
- 4e Challenge Roth
- 9e Ironman Zuid-Afrika
- 9e Ironman Hawaï

2018
- Ironman Hawaii
- Ironman Hamburg

2017
- Challenge Roth
- Ironman Lanzarote
- 12e Ironman Hawaï

2016
- 8e Ironman Hawaï
- 10e EK Ironman 70.3 Wiesbaden
- 8e Triatlon Cannes
- Ironman 70.3 Dubaï
- Ironman 70.3 Mallorca

2015
- 1/4 Triathlon Brugge
- EK 1/2 Rimini
- 6de Half Challenge Dubai
- Ironman Zuid-Afrika
- Ironman 70.3 Zuid-Afrika
- 4e WK Ironman 70.3 in Zell am See

2014
- 6de WK Xterra Maui
- 9de WK Ironman Hawaï
- 8ste WK Ironman 70.3 Mont Tremblant
- EK Ironman 70.3 Wiesbaden
- Ironman Nice
- 8ste Ironman 70.3 Räperswill
- Ironman 70.3 Mallorca
- 4de Abu Dhabi International Triathlon
- 5de Xterra Zuid-Afrika

2013
- 8ste WK Ironman Hawaï
- 13de WK Ironman 70.3 Las Vegas
- Ironman Nice
- Ironman 70.3 St. Pölten
- Ironman 70.3 Mallorca
- EK Duathlon Lange Afstand
- 4de Abu Dhabi International Triathlon
- Ironman 70.3 Zuid-Afrika

2012
- 1/4 Triathlon Trithegong
- 10de Ironman Melbourne
- 4de 1/4 Triathlon Mallorca
- 6de Ironman 70.3 St. Pölten
- Ironman 70.3 Räperswill
- 1/4 Triathlon Brugge
- 1/4 Triathlon Oudenaarde
- Ironman 70.3 Antwerpen
- EK Ironman 70.3 Wiesbaden
- 6de WK Ironman 70.3 Las Vegas
- 11de WK Ironman Hawaï

2011
- 45e ITU 1/4 Triatlon Brasschaat
- 1/4 Triathlon Brugge
- 9de 5150 Series Zürich
- Ironman 70.3 Antwerpen
- 1/4 Knokke
- Ironman 70.3 Syracuse
- Ironman 70.3 Pocono Mountains

2010
- Duathlon Liévin
- Duathlon Gernika
- Ironman 70.3 Antwerpen
- 1/4 Triathlon Alanya
- 1/4 Triathlon Brugge
- WK Duathlon Korte Afstand
- 9de EK Duathlon Korte Afstand
- 19de WK Ironman 70.3 Clearwater

2009
- Duatlon Nancy
- Duatlon Gernika
- 1/4 Triathlon Geel
- 1/4 Triathlon Brugge
- 1/4 Triathlon L’eau d’heure
- 1/4 Triathlon Brno
- 1/8 Triathlon Wuustwezel
- 1/4 Triathlon Knokke
- BK 1/4 Triathlon
- 5de BK Sprint Triathlon

2008
- Powerman Venray
- World Series Duatlon Torhout
- Powerman Weyer
- WK Duathlon Lange Afstand
- WK Duathlon Korte Afstand
- 8ste EK Duathlon Korte Afstand

2007
- EK Duathlon U23
- WK Duathlon U23

2006
- Belgisch Kampioenschap Duathlon
- EK korte afstand Duathlon U23
- WK Duathlon U23

2005
- Belgisch Kampioenschap Duathlon U23
- Wereldkampioenschap Duathlon U23

### Andere
- 2006:  Achtkamp Brasschaat

### Medaillespiegel
| Kampioenschap     | Goud · | Zilver · | Brons · |
| ----------------- | ------ | -------- | ------- |
| WK Duatlon SD     | 1      | 0        | 1       |
| WK Duatlon LD     | 0      | 1        | 0       |
| BK Duatlon        | 1      | 0        | 0       |
| BK kwart triatlon | 0      | 1        | 0       |
| BK U23 Duatlon    | 1      | 0        | 0       |
| WK U23 Duatlon    | 0      | 2        | 1       |
| EK U23 Duatlon    | 1      | 0        | 1       |

1990: Kenny Souza ·
1991: Matt Brick ·
1992: Matt Brick ·
1993: Greg Welch ·
1994: Normann Stadler ·
1995: Oscar Galíndez ·
1996: Andrew Noble ·
1997: Jonathan Hall ·
1998: Yann Millon ·
1999: Yann Millon ·
2000: Benny Vansteelant ·
2001: Benny Vansteelant ·
2002: Tim Don ·
2003: Benny Vansteelant ·
2004: Benny Vansteelant ·
2005: Paul Amey ·
2006: Leon Griffin ·
2007: Paul Amey ·
2008: Rob Woestenborghs ·
2009: Jarrod Schoemaker ·
2010: Bart Aernouts ·
2011: Roger Roca ·
2012: Emilio Martín ·
2013: Rob Woestenborghs ·
2014: Benoît Nicolas ·
2015: Emilio Martín